# Александер 134
Александер 134 (англ. Alexander 134) — індіанська резервація в Канаді, у провінції Альберта, у межах муніципального району Стерджон.

## Населення
За даними перепису 2016 року, індіанська резервація нараховувала 1099 осіб, показавши зростання на 7,0%, порівняно з 2011-м роком. Середня густина населення становила 16,1 осіб/км².
З офіційних мов обидвома одночасно володіли 25 жителів, тільки англійською — 1 055. Усього 170 осіб вважали рідною мовою не одну з офіційних, з них усі — одну з корінних мов
Працездатне населення становило 57,9% усього населення, рівень безробіття — 20,5%.
Середній дохід на особу становив $30 637 (медіана $21 133), при цьому для чоловіків — $33 626, а для жінок $27 800 (медіани — $21 056 та $21 146 відповідно).
26,5% мешканців мали закінчену шкільну освіту, не мали закінченої шкільної освіти — 40,4%, 33,1% мали післяшкільну освіту, з яких 8% мали диплом бакалавра, або вищий.
| Статево-вікова структура населення | Статево-вікова структура населення | Статево-вікова структура населення | Статево-вікова структура населення | Статево-вікова структура населення |
| ---------------------------------- | ---------------------------------- | ---------------------------------- | ---------------------------------- | ---------------------------------- |
|                                    |                                    |                                    |                                    |                                    |
| Всього                             | Всього                             | 50,9%49,1%                         |                                    |                                    |
| 0 — 14 років                       | 0 — 14 років                       |                                    | 29,5%                              | 29,5%                              |
| 15 — 64 років                      | 15 — 64 років                      |                                    | 63,6%                              | 63,6%                              |
| 65 і більше                        | 65 і більше                        |                                    | 6,8%                               | 6,8%                               |
| 85 і більше                        | 85 і більше                        |                                    | 0,9%                               | 0,9%                               |
| Середній вік (років)               | Середній вік (років)               | 29,630,4                           | 30,0                               | 30,0                               |
| Медіана (років)                    | Медіана (років)                    | 24,225,4                           | 24,8                               | 24,8                               |
| — чоловіки — жінки                 |                                    |                                    |                                    |                                    |

| Походження мешканців:     | Походження мешканців:     | Походження мешканців: | Походження мешканців: | Походження мешканців: |
| ------------------------- | ------------------------- | --------------------- | --------------------- | --------------------- |
| Походження                |                           |                       | осіб                  | %                     |
| Корінні американці        | Корінні американці        |                       | 1 050                 | 97.22%                |
| Інше північноамериканське | Інше північноамериканське |                       | 20                    | 1.85%                 |
| Європейське               | Європейське               |                       | 245                   | 22.69%                |
| британське                | британське                |                       | 90                    | 8.33%                 |
| французьке                | французьке                |                       | 125                   | 11.57%                |
| українське                | українське                |                       | 50                    | 4.63%                 |
| Карибське                 | Карибське                 |                       | 10                    | 0.93%                 |
| Африканське               | Африканське               |                       | 10                    | 0.93%                 |
| Азійське                  | Азійське                  |                       | 50                    | 4.63%                 |

## Клімат
Середня річна температура становить 2,3°C, середня максимальна – 20,5°C, а середня мінімальна – -20,2°C. Середня річна кількість опадів – 486 мм.
| Клімат поселення                              | Клімат поселення | Клімат поселення | Клімат поселення | Клімат поселення | Клімат поселення | Клімат поселення | Клімат поселення | Клімат поселення | Клімат поселення | Клімат поселення | Клімат поселення | Клімат поселення | Клімат поселення |
| Показник                                      | Січ.             | Лют.             | Бер.             | Квіт.            | Трав.            | Черв.            | Лип.             | Серп.            | Вер.             | Жовт.            | Лист.            | Груд.            |                  |
| Середній максимум, °C                         | −7,51            | −3,92            | 1,24             | 9,74             | 16,03            | 20,08            | 20,45            | 19,95            | 14,75            | 9,53             | −0,49            | −6,63            |                  |
| Середня температура, °C                       | −13,87           | −10,29           | −5,12            | 3,38             | 9,66             | 13,72            | 15,84            | 15,32            | 10,12            | 4,90             | −5,11            | −11,25           |                  |
| Середній мінімум, °C                          | −20,23           | −16,66           | −11,49           | −2,98            | 3,30             | 7,35             | 11,23            | 10,71            | 5,52             | 0,30             | −9,72            | −15,86           |                  |
| Норма опадів, мм                              | 25               | 16               | 19               | 26               | 46               | 88               | 90               | 67               | 44               | 23               | 21               | 21               |                  |
| Середньомісячна швидкість вітру, м/с          | 3.20             | 3.30             | 3.40             | 3.60             | 3.60             | 3.20             | 3.00             | 2.90             | 3.10             | 3.40             | 3.20             | 3.20             |                  |
| Середньомісячна сонячна радіація, кДж/м²·день | 3284             | 6787             | 12115            | 17317            | 20534            | 21999            | 22108            | 18410            | 12459            | 7375             | 3631             | 2433             |                  |
| --------------------------------------------- | ---------------- | ---------------- | ---------------- | ---------------- | ---------------- | ---------------- | ---------------- | ---------------- | ---------------- | ---------------- | ---------------- | ---------------- | ---------------- |
| Джерело:                                      |                  |                  |                  |                  |                  |                  |                  |                  |                  |                  |                  |                  |                  |